# Aderus dixersicornis
Aderus dixersicornis es una especie de coleóptero de la familia Aderidae. Fue descrita científicamente por Maurice Pic en 1905.